# Ellmauer Halt
Il Ellmauer Halt (2 344 m s.l.m.) è la montagna più alta dei Monti del Kaiser nelle Alpi Calcaree Nordtirolesi. Si trova nel Tirolo austriaco. La via di salita più facile si svolge lungo il versante sud.

## Geografia
La vetta appartiene alla catena montuosa del Kaiser centrale. A nord, il Gamshalt e il Kleine Halt sono ulteriori cime dell'Haltsock. Di fronte alla vetta, a est, si trova la Kapuzenturm, che appare da sud come un'imponente guglia rocciosa solitaria. Fa parte della cresta orientale (Kopftörlgrat), che si estende oltre il Kopftörl fino all'Hintere Karlspitze sul versante est. A sud si trova il Kaiserkopf, separato dall'Ellmauer Halt dalla Rote-Rinn-Scharte. A sud-ovest, oltre il profondamente intagliato Oberer Scharlinger Boden, si trova il Treffauer. La vetta appartiene al territorio comunale di Ellmau.

## Alpinismo
La base per le arrampicate su questa montagna è la Gruttenhütte, situata a 1.620 m sul versante meridionale. Degna di nota è anche la piccola Babenstuberhütte, disabitata, direttamente sotto la vetta. Questo rifugio con alloggio di emergenza si trova sull'Ellmauer Halt dal 1891, ma non è a prova di tempesta. In ogni caso, la vetta dovrebbe essere scalata solo da alpinisti con passo sicuro, senza vertigini e agilità di arrampicata. A causa dell'abbondanza di ghiaioni friabili e della frequentazione dell'Ellmauer Halt, vi è un elevato rischio di caduta massi, in particolare sulla via normale, il Gamsängersteig. Il casco è quindi essenziale e si consiglia un set da ferrata.
- Due famose vie ferrate portano alla vetta:

Il Gamsängersteig dalla Gruttenhütte è il percorso standard di media difficoltà (grado A/B e I, con un passaggio C). I punti chiave sono le 74 staffe sulla Jägerwand e il gradino roccioso sotto la cosiddetta Maximilianstraße (variante a sinistra attraverso una "gola" con una scala a strapiombo, variante a destra attraverso una placca inclinata con staffe metalliche). È molto ben assicurato, ma nelle belle giornate estive è percorso da innumerevoli alpinisti, quindi il rischio di caduta massi è elevato. La salita dalla Gruttenhütte dura 2,5 ore. L'attacco si trova circa 45 minuti sopra la Gruttenhütte, nel circo glaciale dell'Hochgrubachkar. Sono richiesti passo sicuro e assenza di vertigini; si consigliano casco, set da ferrata e imbracatura.
Il Kaiserschützensteig è l'alternativa più impegnativa alla via normale (livelli di difficoltà B/C e I+, diversi tratti richiedono sforzo fisico). È considerevolmente più lungo, più faticoso e tecnicamente più difficile del Gamsängersteig. È anche molto meno ben assicurato e più esposto (lunghi tratti, anche su terreno ripido, sono privi di cavi metallici e solo raramente dotati di barre di ferro). Inoltre, l'avvicinamento è considerevole e il dislivello dalla profonda valle Kaisertal è notevole. I punti di partenza sono l' Anton-Karg-Haus e l' Hans-Berger-Haus. Il Kaiserschützensteig offre uno scenario magnifico e attraversa tutte e tre le cime dell'Haltstock: Kleine Halt, Gamshalt ed Ellmauer Halt. Kleine Halt e Gamshalt possono anche essere aggirati (ciascuno con una diramazione che conduce alla vetta). Offre viste impressionanti. La salita dura ben tre ore dall'attacco (Oberer Scharlinger Boden) senza deviazioni verso le cime Kleiner Halt e Gamshalt; queste cime aggiungono circa un'ora e mezza. L'avvicinamento all'attacco dalla Hans-Berger-Haus dura 1,5 ore, oppure, in alternativa, dalla Gruttenhütte, passando per la Rote-Rinn-Scharte , in 2,5 ore. Sono richiesti passo sicuro, assenza di vertigini e abilità in arrampicata, oltre a casco, set da ferrata e imbracatura. Ottima segnaletica.
- Vengono utilizzate anche le seguenti salite:

Salita attraverso la Forcella Rossa del Rinn. Il sentiero segnalato conduce dalla Hans-Berger-Haus attraverso lo Scharlinger Boden fino alla Forcella Rossa del Rinn. Poco sopra questa forcella, il sentiero si unisce al Gamsängersteig, che conduce al rifugio Gruttenhütte. Questo sentiero funge da collegamento tra la valle Kaisertal a nord e il rifugio Gruttenhütte a sud, e viceversa. A causa del ripido ghiaione dallo Scharlinger Boden alla forcella, la salita è molto impegnativa e gli ultimi metri fino alla forcella sono fragili e soggetti a caduta massi. Nella parte superiore e al passaggio al Gamssängersteig, sono presenti dispositivi di sicurezza con funi metalliche e staffe di ferro per mitigare le difficoltà (grado A/B e I).
La cosiddetta Kopftörlgrat è la cresta orientale dell'Ellmauer Halt ed è attraversata da una via alpinistica molto frequentata (UIAA III–IV).